# 댄싱 위드 더 스타

《댄싱 위드 더 스타스》(Dancing with the Stars)는 영국의 TV 프로그램 제작사 영국방송협회에서 《스트릭틀리 컴 댄싱》을 기본으로 한 댄스 텔레비전 프로그램 시리즈로, 미국(Dancing with the Stars), 독일(Let's Dance), 이탈리아(Ballando con le Stelle), 프랑스(Danse avec les stars) 등의 세계 39개국에서 포맷을 구입하여 방송중이다. 대한민국에서는 MBC에서는 《댄싱 위드 더 스타》라고 방영되고 있으며, MBC의 계약에 따라서 《댄싱 위드 더 스타》는 대부분의 MBC 프로그램과는 달리, iMBC 홈페이지에서 인터넷을 통해 실시간으로 시청할 수 있다.